# Cesare Giulio Viola
Cesare Giulio Viola (* 26. November 1886 in Tarent, Apulien; † 3. Oktober 1958 in Positano, Kampanien) war ein italienischer Schriftsteller und Drehbuchautor, der einmal für den Oscar für das beste Originaldrehbuch nominiert war.

## Leben
Viola, Sohn des bekannten Archäologen Luigi Viola, absolvierte nach dem Schulbesuch ein Studium der Rechtswissenschaften und verfasste sein Romandebüt 1909 mit L’altro volto che ride. Nachdem er während des Ersten Weltkrieges seinen Militärdienst abgeleistet hatte, verfasste er zu Beginn der 1920er Jahre weitere Romane wie Capitoli (1922) und Pricò (1924). Anschließend ging er nach Rom, wo er zwischen 1926 und 1931 stellvertretender Chefredakteur der Literaturzeitschrift Nuova Antologia war. Daneben entstanden mehrere Bühnenwerke wie Quella (1933), das auch in den Freilicht-Tourneetheatern Carro di Tespi aufgeführt wurden. Teilweise entstanden seine Werke auch unter dem Pseudonym I Dieci.
Ende der 1930er Jahre begann er zudem seine Arbeit als Drehbuchautor bei dem Kriegsfilm Zwischen Leben und Tod (Luciano Serra pilota, 1938) von Goffredo Alessandrini mit Amedeo Nazzari, Germana Paolieri und Roberto Villa. Er wirkte bis 1956 als Drehbuchautor an der Herstellung von zehn weiteren Filmen mit.
Bei der Oscarverleihung 1948 war er zusammen mit Sergio Amidei, Adolfo Franci und Cesare Zavattini für den Oscar für das beste Originaldrehbuch nominiert für den ebenfalls von De Sica inszenierten Spielfilm Schuhputzer (Sciuscià, 1946), in dem Franco Interlenghi, Rinaldo Smordoni und Emilio Cigoli die Hauptrollen spielten.

## Veröffentlichungen

### Romane
- L'altro volto che ride (1909)
- Capitoli (1922)
- Pricò (1924)
- Perché? (1946)
- Quinta classe (1955)
- Pater. Il romanzo del lume a petrolio  (1958)

### Theaterstücke
- Il cuore in due (1926)
- Fine del protagonista (1931)
- Il giro del mondo (1931)
- Quella (1933)
- Canadà. Tre atti (1934)
- Stratosfera (1935)
- E lui gioca! (1936)
- L’inferno (1937)
- Gavino e Sigismondo (1939)
- Vivere insieme (1939)
- La nostra età (1940)
- Non è vero (1941)
- Poveri davanti a Dio (1947)
- Salviamo la giovane (1951)
- In nome del padre (1952)
- Nora seconda (1954)
- Come si dovrebbero amare le donne, Mitautoren Laura Adani, Alberto Lionello, Luigi Cimara und Lina Volonghi (1956)
- Venerdì santo (1958)

### Veröffentlichungen in deutscher Sprache
- Jene Frau!. Schauspiel in drei Akten (Quella, 1933)
- Der Kuß der Nicoletta. Komödie in drei Akten (Gavino e Sigismondo, 1943)

## Filmografie (Auswahl)
- 1938: Zwischen Leben und Tod (Luciano Serra pilota)
- 1944: I bambini ci guardano
- 1946: Schuhputzer (Sciuscià)